# Dyson Daniels
Dyson James Daniels (Bendigo, Victoria, 17 de marzo de 2003) es un jugador de baloncesto australiano que pertenece a la plantilla de los Atlanta Hawks de la NBA. Con 2,01 metros de estatura, juega en la posición de escolta.

## Trayectoria deportiva

### Primeros años
Daniels comenzó a jugar baloncesto a los siete años. Firmó con los Bendigo Braves, ex equipo de su padre, de la NBL1 para la temporada 2019. Al año siguiente se unió a la NBA Global Academy, un centro de formación en el Instituto Australiano de Deportes en Canberra. Ayudó a la selección de Victoria a ganar una medalla de plata en el Campeonato Australiano Sub-20 del 2021. Junto con el baloncesto, Daniels fue un talentoso jugador de fútbol australiano en su juventud y representó a su estado natal de Victoria en varios campeonatos nacionales de fútbol, antes de centrarse únicamente en el baloncesto.

### Profesional
El 21 de junio de 2021, Daniels firmó con NBA G League Ignite, un equipo de desarrollo afiliado a la NBA G League. Rechazó ofertas de varios programas universitarios y del programa Next Stars de la National Basketball League. Compitió en el Rising Stars Challenge del All-Star Weekend de 2022, ayudando a su equipo a hacerse con el título. En 26 partidos en la G League promedió 12 puntos, 7,1 rebotes, 5,1 asistencias y 2 robos por partido. El 16 de abril de 2022, Daniels se declaró elegible para el draft de la NBA.
Fue elegido en la octava posición del Draft de la NBA de 2022 por los New Orleans Pelicans.
El 28 de junio de 2024, es traspasado a Atlanta Hawks junto a Larry Nance, Jr., a cambio de Dejounte Murray. Al comienzo de su primera temporada en Atlanta, fue nombrado defensor del mes de octubre-noviembre de la conferencia Este. El 23 de marzo de 2025 alcanzó los 200 robos de balón siendo el jugador más joven en alcanzar esa cifra y uniéndose a Magic Johnson, Chris Paul, Isiah Thomas y Dudley Bradley como los únicos cinco jugadores en conseguirlo en una temporada antes de cumplir 23 años. Fue elegido defensor del mes de marzo de la Conferencia Este. Terminó la temporada regular siendo el líder en robos con 3,01 por encuentro, y le fue otorgado el premio al Jugador Más Mejorado. Al término de la temporada fue incluido en el mejor quinteto defensivo de la NBA.

### Selección nacional
Fue integrante de las selecciones júnior de Australia, disputando el Campeonato FIBA Oceania Sub-15 de 2018 en Papúa New Guinea. Promedió 8,3 puntos y su equipo se llevó la medalla de oro.
El 20 de febrero de 2021, con 17 años, debutó con la selección absoluta de Australia, en los encuentros de clasificación para el Campeonato FIBA Asia de 2022.
Durante agosto y septiembre de 2023 fue integrante de la selección de Australia que participó en el Mundial de 2023 celebrado en Asia, y que finalizó en décimo lugar.
Entre julio y agosto de 2024 fue parte de la selección absoluta de Australia, que disputó los Juegos Olímpicos de París, finalizando en sexta posición.

## Estadísticas de su carrera en la NBA
|  | Líder de la liga |

### Temporada regular
| Año     | Equipo      | PJ  | PT  | MPP  | %TC  | %3P  | %TL  | RPP | APP | ROB | TPP | PPP  |
| ------- | ----------- | --- | --- | ---- | ---- | ---- | ---- | --- | --- | --- | --- | ---- |
| 2022-23 | New Orleans | 59  | 11  | 17.7 | .418 | .314 | .650 | 3.2 | 2.3 | .7  | .2  | 3.8  |
| 2023-24 | New Orleans | 61  | 16  | 22.3 | .447 | .311 | .642 | 3.9 | 2.7 | 1.4 | .4  | 5.8  |
| 2024-25 | Atlanta     | 76  | 76  | 33.8 | .493 | .340 | .593 | 5.9 | 4.4 | 3.0 | .7  | 14.1 |
| Total   | Total       | 196 | 103 | 25.4 | .472 | .327 | .614 | 4.5 | 3.2 | 1.8 | .5  | 8.4  |

### Playoffs
| Año   | Equipo      | PJ | PT | MPP | %TC  | %3P  | %TL | RPP | APP | ROB | TPP | PPP |
| ----- | ----------- | -- | -- | --- | ---- | ---- | --- | --- | --- | --- | --- | --- |
| 2024  | New Orleans | 3  | 0  | 5.7 | .333 | .000 | —   | .7  | .0  | .7  | .0  | 1.3 |
| Total | Total       | 3  | 0  | 5.7 | .333 | .000 | —   | .7  | .0  | .7  | .0  | 1.3 |